# Nobutoshi Kaneda
Nobutoshi Kaneda (n. 16 februarie 1958) este un fost fotbalist japonez.

## Statistici
| Japonia | Japonia | Japonia |
| An      | Meciuri | Goluri  |
| ------- | ------- | ------- |
| 1977    | 1       | 1       |
| 1978    | 14      | 0       |
| 1979    | 3       | 0       |
| 1980    | 12      | 2       |
| 1981    | 6       | 0       |
| 1982    | 8       | 0       |
| 1983    | 8       | 2       |
| 1984    | 6       | 1       |
| Total   | 58      | 6       |